# 約克大學 (英國)
約克大學（英語：University of York）是位於英国英格蘭約克郡的一所研究型大學及校園大學，為英國羅素大學集團和白玫瑰大學聯盟成員之一，历史最高排名70（QS Ranking)。以人文和社会科学等学科的教学和研究见长。
該校主要校區位在約克市的郊區，緊臨赫斯靈頓，但約克市中心也有幾個歷史性大樓由大學所使用。

## 校史

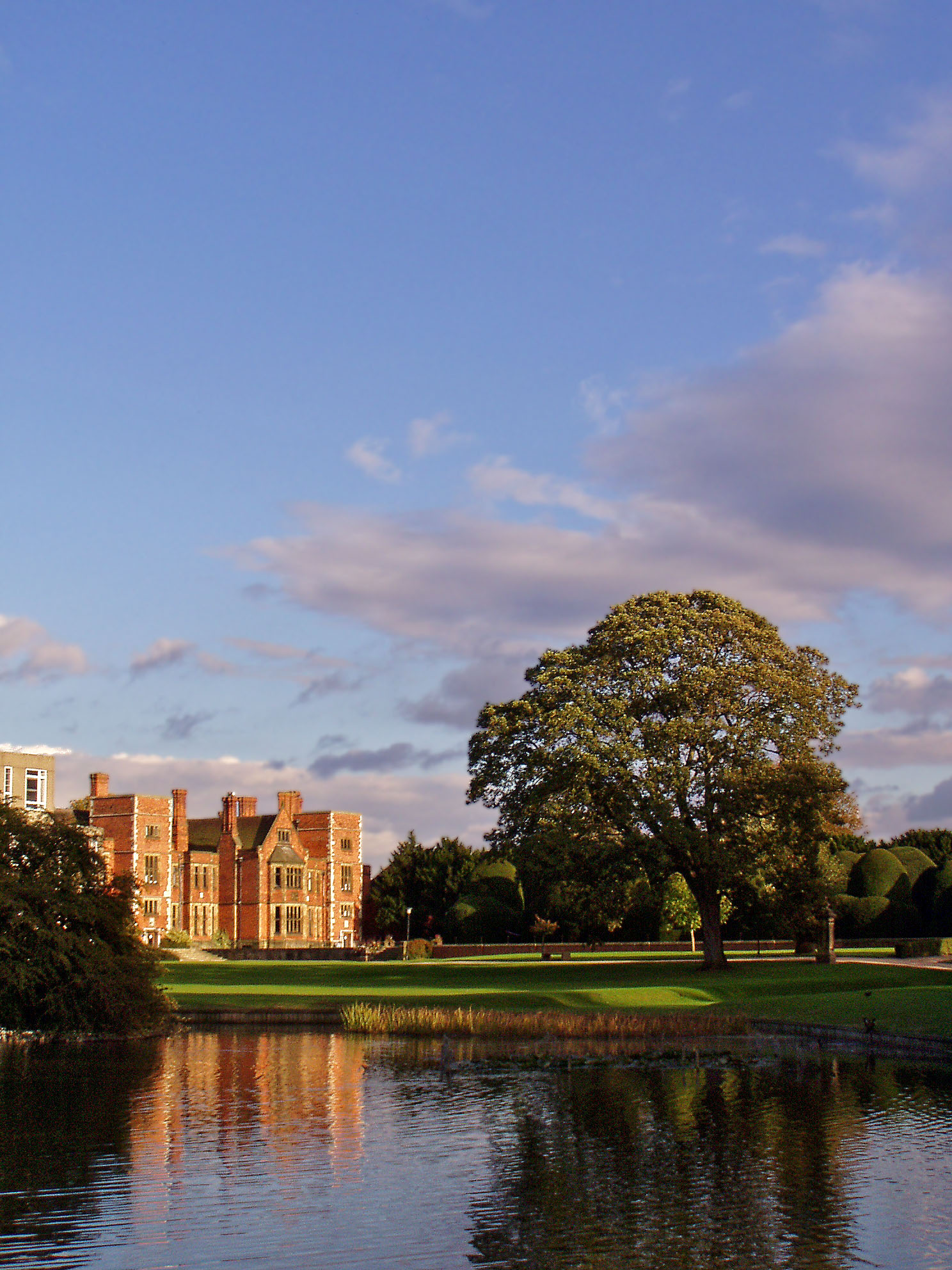
Heslington廳

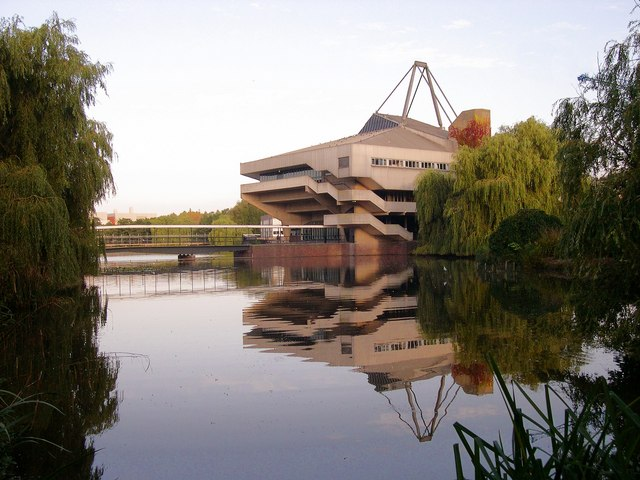
中央廳

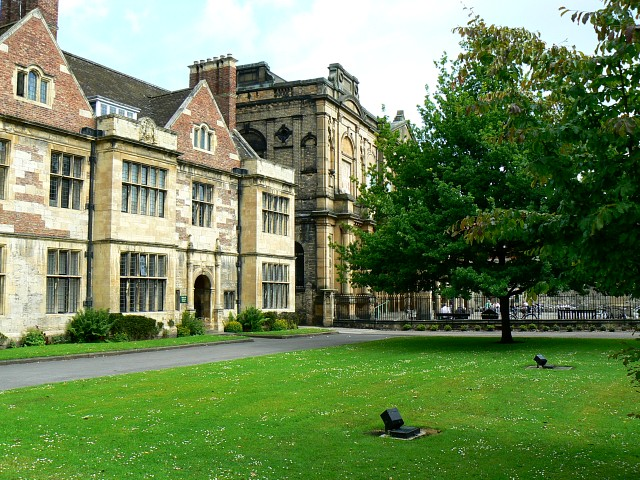
國王圖書館

約克大學是英國新兴的平板玻璃大学之一，1963年成立之初僅招收216名本科生和14名研究生，只有经济学、教育学、英语、历史学、数学、政治学6个专业和28名教职工。當時大學由3座大樓組成，主要是英王莊園（King's Manor，原為第一代斯塔福德伯爵托馬斯·溫特沃思的住宅，曾為北方委員會總部），以及Heslington Hall（原Thomas Eynns的住宅，北方委員會秘書和印信保管人）。一年後，開始拓展Heslington校區，形成今天大學的主要部分。

## 校园
目前，約克大學的校區分为几个部分，包括Heslington West（西校区）、Heslington East（东校区）和King's Manor等，散布在约克的东南市郊和市中心。而在Heslington的西校区和东校区，学校把两个校园分成了10个区域（zone），囊括了各个学院的学生宿舍、院系的教学楼和研究机构的办公楼，以及隶属学校的一些其他建筑。

### 学院片区
約克大學名義上建立於11所學院（College），提供學生住宿及一些學術單位。不過，該校的學院更像住宅的大廳一樣，實際上並不像牛剑等传统学院制大学一样對學院向心力特別強烈。按設立日期排序，約克大學現有學院如下：
| 名字                           | 成立年份 | 地點         | 命名來源                                            |
| ------------------------------ | -------- | ------------ | --------------------------------------------------- |
| 德溫（Derwent）學院            | 1965     | 赫斯靈頓西部 | 命名自約克郡的德溫河                                |
| Langwith學院                   | 1965     | 赫斯靈頓東部 | 取名自約克當地一座已廢棄名為Langwith的村落          |
| 阿爾琴（Alcuin）學院           | 1967     | 赫斯靈頓西部 | 紀念查理曼宮廷中著名的約克學者阿爾琴                |
| 凡布魯（Vanbrugh）學院         | 1967     | 赫斯靈頓西部 | 紀念著名的建築師約翰·凡布魯                         |
| 古德利克（Goodricke）學院      | 1968     | 赫斯靈頓東部 | 紀念定居於約克的荷蘭天文學家約翰·古德利克           |
| 溫特沃思（Wentworth）學院      | 1972     | 赫斯靈頓西部 | 取名自英國內戰時期的政治家托馬斯·溫特沃思           |
| 詹姆斯（James）學院            | 1990     | 赫斯靈頓西部 | 紀念該大學第一任副校長艾瑞克·約翰·弗朗西斯·詹姆斯         |
| 哈利法克斯（Halifax）學院      | 2002     | 赫斯靈頓西部 | 2001/2002學年成立的學院，取名自第一任哈利法克斯伯爵 |
| 君士坦丁（Constantine）學院    | 2014     | 赫斯靈頓東部 | 紀念君士坦丁大帝                                    |
| 安妮·李斯特（Anne Lister）學院 | 2021     | 赫斯靈頓東部 | 紀念安妮·李斯特                                     |
| David Kato學院                 | 2022     | 赫斯靈頓東部 | 紀念David Kato                                      |

除了哈利法克斯學院座落在靠近赫斯靈頓村的邊緣上外，其他學院都位於主要校區。Eden's Court住宿區雖隸屬德溫特學院的一部分，但住宿學生卻是使用哈利法克斯學院的設備。Fairfax House住宿区属于凡布魯学院，但位于校外，步行至大学约5到10分钟。還有幾所校外的宿舍：Holgate's Hall、Catherine House及The Stables算是較為知名的。2016年起，部分学院亦会接收国际预科生入住。

### 其他片区
- 中央大會堂（Central Hall），是舉行考試、各類成果展出和毕业典礼等重大活动的會堂
- 心理學區
- 化學區
- 物理學及電子學區
- 生物學區
- 資訊科學區
- 環境研究區
- Fairfax House（學生宿舍）
- Heslington Hall
- King's Manor，位於約克市中心區的大學獨立建築，容納考古系及一部份歷史系
- 圖書館區，由J.B.Morrell、Raymond Burton和Borthwick等圖書館組成
- 音樂區
- 體育館區

大學各院系通常被建置在上述區域之一。例如數學系被設置在Goodricke學院，政治系在德溫特（Derwent）學院，經濟學系在阿爾昆（Alcuin）學院。但像資訊科學系、生物系及物理系並未隸屬於特別的學院，而是有他們自己的分區。這些大的系所通常會將他們的講堂（階梯教室）借給較小的院系使用。

## 學術
目前约克大学共设置有38个教学单位和其他一些研究机构，涵盖众多学科门类，包括赫尔约克医学院（Hull York Medical School）、法学院（York Law School）、管理学院（The York Management School）等。学校实力较强的专业主要集中在人文学科和社会科学方向，在2019年泰晤士高等教育世界大学排名中，约克大学的艺术与人文学科排名进入全球前50名，社会科学类进入全球前100名。

## 著名校友
- 夏雅雯：英國下議院坎伯韋爾和佩卡姆議員。
- 阿尼巴爾·卡瓦科·席爾瓦：葡萄牙政治人物，曾任葡萄牙總理和葡萄牙總統。
- 韓昇洙：大韓民國政治家與外交官，曾任國務總理。
- 周保松：香港哲學學者，香港中文大學政治與行政學系教授。
- 王邦華：香港哲學學者，香港浸會大學宗教及哲學系教授。
- 楊森：前香港立法會議員。
- 哈里·恩菲爾德：英國演員、作家和導演。
- 達龍·阿傑姆奧盧：美國經濟學學者，現任麻省理工學院應用經濟學教授，2024年諾貝爾經濟學獎獲獎者。
- 何欣純：台灣立法委員。
- 蔡英文 (學者)：台灣政治學學者，前中央研究院研究員。
- 傅從喜：台灣社會政策學者，國立台灣大學社工系教授。
- 陳美華：台灣性別研究學者，國立中山大學社會科學院院長。
- 珊曼莎·哈維：英國作家，2024年布克獎得主。

## 外部連結
- University of York website （页面存档备份，存于）
- Nouse - University of York Student Newspaper （页面存档备份，存于）
- Halifax College JCRC Website （页面存档备份，存于）
- York Campus Folklore
- About Heslington East （页面存档备份，存于）